# Operacija Slonokoščena obala
Operacija Slonokoščena obala (izvirno angleško Operation Ivory Coast) je bila specialna vojaška operacija, ki so jo izvedli pripadniki ameriških specialnih sil z namenom rešitve ujetih ameriških vojakov iz severnovietnamskega taborišča Son Tay; sama operacija je potekala med 20. in 25. oktobrom 1970. 

## Priprava
Maja 1970 je brigadni general Donald Blackburn, takratni posebni pomočnik za protigverilske in specialne aktivnosti (SACSA), dobil dovoljenje s strani Združenega štaba Oboroženih sil ZDA, da prične pripravljati reševalno operacijo, s katero bi osvobodili ameriške vojne ujetnike iz Severnega Vietnama, natančneje iz taborišča Son Tay, ki leži okoli 25 milj od Hanoja. 5. junija je Blackburn pripravil okvirno poročilo, čez pet dni pa še dokončno dovoljenje za izvedbo operacije.
Ker je bil Blackburn preveč pomemben, da bi osebno vodil operacijo, so za to določili polkovnika Simmonsa. Ustanovili so tudi Joint Contigency Task Group, pri čemer so vanj vključili predvsem prostovoljce iz 6. in 7. skupine specialnih sil; skupaj je enoto sestavljalo 15 častnikov in 82 podčastnikov. Urjenje in priprave za operacijo so potekale v zračni bazi Eglin; poveljnih specialnih sil v bazi, brigadni general Leroy Manor, je bil postavljen za vrhovnega poveljnika operacije, medtem ko je Simmons dobil taktično poveljstvo.
V bazi so zgradili pomanjšane in prave makete taborišča, da bi se lahko pripadniki čim bolj realistično pripravili na operacijo. Makete so lahko čez dan razgradili, da jih sovjetski vohunski sateliti ne bi zaznali. Večina vaj je tako potekala ponoči, ko je bila tudi načrtovana operacija. Urjenje se je pričelo 9. septembra 1970 in zaključilo 27. oktobra, ko je Blackburn dobil dovoljenje za odhod v Azijo.
18. novembra so tako pripadniki odpotovali v Kraljevo tajsko letalsko bazo Takhii, kjer so se začasno nastanili.

## Načrt
Celotna kopenska operacijska enota je bila razdeljena na tri skupine:
- taboriščna napadalna enota (14 mož), ki bi neposredno napadla taborišče in osvobodila ujetnike;
- poveljniško-zaščitna enota (20 mož) in
- podporna enota (22 mož) pod neposrednim poveljstvom Simmonsa.

Vojno letalstvo ZDA pa je k operaciji prispevalo transportno letalo C-130 Hercules in helikopterje HH-3 ter HH-53.

## Operacija
Operativci so bili zvečer 20. novembra prepeljani v Kraljevo tajsko letalsko bazo Udorn, od koder so poleteli v napad ob 23:18. Da bi prekrili pravi namen operacije, so iz letalosilk poslali letala v napad na Hanoj.
Čez dobre 2 uri, ob 2:18 21. novembra, je C-130 odvrgel osvetilne rakete na področju delovanja, nakar je helikoter HH-53 napadel in uničil dva stražna stolpa. Helikopter s taboriščno napadalno enoto je pristal na dvorišču znotraj taborišča, kmalu zatem pa je pristala še poveljniško-zaščitna enota izven taboriščnih zidov. Simmonsova skupina pa je pristala kakih 400 m stran od taborišča, kjer naj bi se nahajala srednja šola. Toda na njihovo presenečenje so naleteli na taborišče kitajskih in sovjetskih vojaških svetovalcev; kljub neprimerni komunistični premoči so Američani izkoristili element presenečenje in pobili več kot 200 vojakov znotraj šole. Nato se je podporna enota odpravila v taborišče, kjer so vse tri enote pobile več ducatov stražarjev. Ob tem so odkrili, da je taborišče prazno, saj so pred napadom preselili ameriške vojne ujetnike. V manj kot pol ure po pristanku so se Američani s helikopterji umaknili nazaj na Tajsko. 
V celotni operaciji so Američani imeli le enega lahko ranjenega. Cilj operacije (osvoboditev vojnih ujetnikov) ni bil dosežen. 

## Posledice
Zaradi napada so Severnovietnamci izgubili veliko frontnih enot, saj so jih poslali v zaledje, da bi varovali podobne pomembne objekte. Posledično so tudi izgubili veliko ugleda pri Kitajcih in Sovjetih, ki so ponekod povečali svoj vpliv na taktične in strateške operacije.